# Sozio
Sozio is een Nederlands vakblad voor mensen met een sociaal of pedagogisch beroep. Het blad verschijnt om de twee maanden en wordt in kleur gedrukt. Het wordt uitgegeven door SWP.

## Achtergrond
Sozio werd oorspronkelijk uitgegeven onder de naam SPH: tijdschrift voor sociaal-pedagogische hulpverlening. Het eerste nummer verscheen in december 1994. In 2006 wijzigde de naam in Sozio-SPH en daarna in Sozio. De naamswijziging werd ingegeven door de verandering in het taalgebruik in de hogescholen, waar steeds meer over "social work" werd gesproken in plaats van "sociaal-pegagogische hulpverlening".
In juni 2011 verscheen het 100ste nummer, wat gevierd werd met een symposium over de hulpverlener van de toekomst. In 2011 had het tijdschrift een oplage die schommelde tussen de 4000 en 6000 exemplaren. Het aantal abonnees daalde de voorbije jaren echter van 4916 in 2005, over 3614 in 2009 tot 2385 in 2013.
Sozio bevat de volgende typen artikelen:
- opiniërende artikelen over zorg en welzijn
- bijdragen over onderzoek, interventies en methodieken
- reportages over het werkveld van mensen met een sociaal beroep